# Pegomya silacea
Pegomya silacea este o specie de muște din genul Pegomya, familia Anthomyiidae. A fost descrisă pentru prima dată de Johann Wilhelm Meigen în anul 1830. Conform Catalogue of Life specia Pegomya silacea nu are subspecii cunoscute.